# Stadtbücherei Frankfurt am Main
Die Stadtbücherei Frankfurt am Main ist eine Bibliothek in kommunaler Trägerschaft der Stadt Frankfurt am Main.

## Beschreibung
Die Stadtbücherei Frankfurt ist mit 18 öffentlichen Bibliotheken, einer Fahrbibliothek mit über 30 Haltestellen und 118 (Stand 1. Januar 2023) Schulbibliotheken im Stadtgebiet präsent. Sie gehört zu den publikumsstärksten öffentlichen Einrichtungen der Stadt und verzeichnet pro Jahr rund 1,5 Millionen Besuche.
Die Nutzung der Bibliotheken ist kostenfrei. Für die Medienausleihe erhebt die Stadtbücherei bei Erwachsenen ein Jahresentgelt. Der Medienbestand umfasst Belletristik und Sachbücher, Kinder- und Jugendliteratur, Medien in anderen Sprachen, Filme, Hörbücher, E-Medien und E-Learning-Kurse, Musik (Pop, Klassik, Jazz) und Noten, Zeitungen und Zeitschriften, Reiseführer und Landkarten, Sprachkurse und Datenbanken. In allen Bibliotheken stehen den Nutzern Internet- und PC-Arbeitsplätze zur Verfügung.
2018 wurde die Stadtbücherei Frankfurt für die Arbeit der Schulbibliothekarischen Arbeitsstelle als Bibliothek des Jahres ausgezeichnet.

## Bibliotheken
Zur Stadtbücherei Frankfurt gehören die Zentralbibliothek mit Musikbibliothek, die Zentrale Kinder- und Jugendbibliothek, vier Bibliothekszentren in Bergen-Enkheim, Höchst, der Nordweststadt und Sachsenhausen, 12 Stadtteilbibliotheken in Bockenheim, Bornheim, dem Dornbusch, im Gallus, in Griesheim, Nieder-Eschbach, Niederrad, in Rödelheim, Schwanheim, Seckbach, Sindlingen und Sossenheim, die Fahrbibliothek mit zwei Bücherbussen und über 30 Haltestellen sowie 118 Schulbibliotheken im Verbund der Schulbibliothekarischen Arbeitsstelle.

## Schwerpunkte
Eine Zielgruppe sind Kinder und Jugendliche, die durch Veranstaltungen zur Lese- und Medienkompetenz gefördert werden. Neben Leseaktionen organisiert die Stadtbücherei WissensWerkstätten, das Jugendprojekt JungeMedienJury und beteiligt sich am Deutschen Kindersoftwarepreis Tommi. Wichtige Partner der Leseförderung sind u. a. die Stiftung der Frankfurter Sparkasse 1822, die Stiftung Polytechnische Gesellschaft, die Frankfurter Lions Clubs, der Verein Bildungspate e. V., das Frankfurter Kulturkomitee und die Hessische Leseförderung.
Eine Frankfurter Besonderheit ist die Schulbibliothekarische Arbeitsstelle (sba), die in ihrem Verbund 118 Schulbibliotheken (Stand 2023) betreut. Die sba wurde 1974 gegründet und setzt sich für qualitätsvolle Schulbibliotheken mit guter Medienausstattung und adäquaten Öffnungszeiten ein. Der Service der sba umfasst die Medienlogistik für ihre Verbundbibliotheken, den Aufbau und die Konzeption von Schulbibliotheken, außerdem Leseförderaktivitäten für alle Frankfurter Schulen, Aktionen zur Förderung der Medienkompetenz und die Fortbildung von Ehrenamtlichen.
Seit den 1970er Jahren engagiert sich die Stadtbücherei in der Interkulturellen Bibliotheksarbeit. Neben Medien in anderen Sprachen gibt es auch besondere Services für Migranten. 2002 wurde in der Stadtteilbibliothek Gallus die „Internationale Bibliothek“ eingerichtet, 2003 folgte das Bibliothekszentrum Höchst, 2010 die Stadtteilbibliothek Sindlingen. Der Schwerpunkt der Internationalen Bibliothek liegt auf Deutsch lernen – Deutsch lehren und Alphabetisierung. Partner ist u. a. die Volkshochschule. Von 2005 bis 2006 erfolgte eine Teilnahme am EU-Projekt „Libraries as Gateways to the integration of immigrants“; von 2008 bis 2010 am EU-Projekt „Libraries for All / European Strategy for Multicultural Education (ESME)“. Daraus entwickelten sich Angebote für Familien wie z. B.: ein mehrsprachiger Bestand an Elternratgebern, spezielle Bibliothekseinführungen für Eltern, Elterninformationsgespräche über die Mediennutzung im Alltag, interkulturelle Vorleseaktionen u. v. m.
In den Bibliotheken finden die Besucher neben Medien auch Lernplätze, Arbeitsräume und kostenfreies Internet. Seit 2012 bietet die Zentralbibliothek außerdem zwei Blindenarbeitsplätze an.
Alle Bibliotheken veranstalten Lesungen, Diskussionsrunden, Vorträge und Ausstellungen. In ihrer Veranstaltungsarbeit arbeitet die Stadtbücherei eng mit Frankfurter Institutionen wie der Buchmesse und der Jüdischen Gemeinde, internationalen Kulturvereinen und Initiativen aus den Stadtteilen zusammen.
Insgesamt 450 Ehrenamtliche engagieren sich in den Öffentlichen Bibliotheken sowie in den Schulbibliotheken. Für die Bibliotheken in Bergen-Enkheim, Gallus, Griesheim, Niederrad, Rödelheim, Sachsenhausen, Schwanheim, Sindlingen, Sossenheim und die Zentrale Kinder- und Jugendbibliothek haben sich eigene Fördervereine gegründet, die vor allem die Veranstaltungsarbeit unterstützen. Die BockenheimBibliothek der Stadtbücherei ist eine Besonderheit und wird in Kooperation mit dem Förderverein Lese-Zeichen e. V. betrieben.

## Geschichte

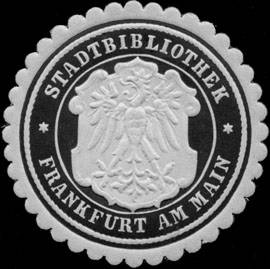
Siegelmarke Stadtbibliothek Frankfurt am Main

Die Stadtbücherei Frankfurt am Main hat ihren Ursprung in der 1845 von 12 Frankfurter Bürgern gegründeten Gesellschaft zur Verbreitung nützlicher Volks- und Jugendschriften (Ziel: Die sittliche Veredelung des Volkes) und dem 1894 gegründeten Verein Freie Bibliothek und Lesehalle (Ziel: Förderung von Volksbildung und Aufklärung, Verzicht auf jegliche Bevormundung).
Die ersten Lesehallen werden in der Innenstadt, in Bornheim, Bockenheim, Oberrad und Gallus eingerichtet. 1904 entstand die Musikbibliothek und 1909 wurde die erste Kinderlesehalle eröffnet. 1924 wurden die beiden Bibliotheksbewegungen zur Städtischen Volksbücherei zusammengelegt. 1929 erfolgte die Inbetriebnahme der Fahrbibliothek (damals Autobücherei). 1934 wurde die Ausleihe an Jugendliche ab 12 Jahren eingeführt. Während der Zeit des Nationalsozialismus wurden unter Leitung von Johannes Beer ca. 8000 „verbotene und unerwünschte Bücher“ aus dem Bestand entfernt. Ein Bombenangriff zerstörte 1945 die Hauptstelle der Bücherei.
1969 benannte die Stadt die Volksbücherei in Stadtbücherei Frankfurt am Main um. Seit den 1970er Jahren reagiert die Stadtbücherei auf den verstärkten Zuzug ausländischer Arbeitnehmer und setzt einen Schwerpunkt auf die interkulturelle Bibliotheksarbeit. 2002 wurde in diesem Rahmen die Internationale Bibliothek im Gallus eröffnet. Als erste deutsche Stadt richtete Frankfurt 1974 eine Schulbibliothekarische Arbeitsstelle ein, 1980 umfasste der Verbund der Schulbibliotheken 30 Einrichtungen, 2013 betreut die sba 94 Schulbibliotheken. Seit 1989 unterstützen ausgebildete Bibliothekspädagogen die Konzeption und Organisation der Leseförderangebote der Stadtbücherei.
Im Jahr 2003 wurde eine neue Bibliothekssoftware eingeführt, die die Recherche der Bestände im Internet ermöglicht und den Zettelkatalog ablöste. Im selben Jahr beschloss die Stadtverordnetenversammlung die Schließung von vier Bibliotheken in Bockenheim (Wiedereröffnung als BockenheimBibliothek), Bergen (wiedereröffnet als Bibliothekszentrum Bergen-Enkheim), Riederwald, Oberrad. Die Bibliotheken in Bergen-Enkheim, Höchst, der Nordweststadt und in Sachsenhausen werden zu Bibliothekszentren umgewidmet. 2004 übernahm Sabine Homilius die Leitung der Stadtbücherei.
2007 zog die Zentralbibliothek mit Musikbibliothek, der Schulbibliothekarischen Arbeitsstelle, der Leitungsebene und der Verwaltung in die Hasengasse 4. 2008 öffneten die Stadtteilbibliothek Nieder-Eschbach und die Schulbibliothek in der Otto-Hahn-Schule nach längerer Sanierung wieder ihre Pforten. Das Bibliothekszentrum Sachsenhausen bezog im Jahr 2009 ein neues Domizil im restaurierten Straßenbahndepot am Südbahnhof, das Bibliothekszentrum Höchst und die Schulbibliothek im Friedrich-Dessauer-Gymnasium wurden im umgebaute Bildungs- und Kulturzentrum Höchst wiedereröffnet. Seit 2009 bietet die Stadtbücherei auch elektronische Medien an. 2010 wurde in der Zentralen Kinder- und Jugendbibliothek in Zusammenarbeit mit der Hochschule für Gestaltung in Offenbach die Isla TeenLounge errichtet. 2012 erhielt die Zentralbibliothek in Zusammenarbeit mit Frankfurter Stiftung für Blinde und Sehbehinderte und der Beauftragten der Stadt Frankfurt für Menschen mit Behinderungen zwei Blindenarbeitplätze. Seit 2019 bietet die Stadtbücherei Frankfurt verschiedenste Robotic-Angebote an, darunter Kurse mit zwei Handhabungsrobotern, dem humanoiden Roboter Ada (benannt nach der Informatikpionierin Ada Lovelace) und mehreren 3D-Druckern. 

## Preise
- 2004 – USable-Ideenpreis für die Einrichtung einer „Internationalen Bibliothek“
- 2005 – Hessischer Leseförderpreis für das Konzept der „Lesespirale“
- 2011 – Bürgerpreis der Stadt Frankfurt am Main für sechs ehrenamtliche Schulbibliotheksteams
- 2012 – Bürgerpreis der Stadt Frankfurt am Main für die Scouts des Jugendprojekts „BücherPicknik“
- 2012 – Hessischer Leserförderpreis für Bibliotheksarbeit für und mit Jugendlichen
- 2018 – Bibliothek des Jahres für die Tätigkeit der Schulbibliothekarischen Arbeitsstelle